# Polyrhachis alluaudi
Polyrhachis alluaudi är en myrart som beskrevs av Carlo Emery 1892. Polyrhachis alluaudi ingår i släktet Polyrhachis och familjen myror. Inga underarter finns listade i Catalogue of Life.